# Патті Баун
Па́тті Ба́ун (англ. Patti Bown), повне ім'я Патрі́сія Енн Ба́ун (англ. Patricia Anne Bown; 26 липня 1931, Сієтл, Вашингтон — 21 березня 2008, Медія, Пенсільванія) — американська джазова піаністка.

## Біографія
Народилась 26 липня 1931 року в Сієтлі, штат Вашингтон. Її матір та три сестри — усі грали на фортепіано. Почала грати на фортепіано у віці двох років, коли зіграла для губернатора штату Вашингтону. Брала приватні уроки, виховувалась нянею; навчалась в Університеті Вашингтону, у 1955 році закінчила Університет Сіетла. У юнацькі роки грала з власними гуртами та з іншими місцевими бендами в Сіетлі.
У 1956 році переїхала до Нью-Йорка; їздила на гастролі в Європу з Квінсі Джонсом (1959—60); грала знову з ним у 1962 році. У 1959 році випустила дебютний альбом в якості солістки Patti Bown Plays Big Piano! на лейблі Columbia. Працювала як музичний директор з Дайною Вашингтон (1962—64), Сарою Вон (1964). У 1960-х працювала та/чи записувалась з Джином Еммонсом, Джеймсом Муді, Олівером Нельсоном, Іллінойсом Жаке, Джо Ньюменом. Також грала з Чарльзом Мінгусом, Джорджем Расселлом.
У 1980-х час від часу очолювала власні гурти, співала, займалась написанням оригінального матеріалу, часто виступала в клубі Village Gate. Викладала в Університеті Вашингтона, Нью-Йоркському університеті, Беннінгтонському коледжі та Рутгерському університеті.
Померла 21 березня 2008 року в Медії, штат Пенсільванія у віці 76 років.

## Дискографія
- Patti Bown Plays Big Piano! (Columbia, 1959)